# .ee
.ee è il dominio di primo livello nazionale assegnato all'Estonia.
È amministrato dalla Eesti Interneti Sihtasutus (Estonian Internet Foundation, EIF).

## Domini di secondo livello
Sono disponibili i seguenti domini di secondo livello:
- edu.ee
- lib.ee
- org.ee
- vil.ee